# NK Hajdin AG Cret
NK Hajdin Cret je nogometni klub iz Creta Bizovačkog u općini Bizovac, a nedaleko Valpova u Osječko-baranjskoj županiji.

## Povijest
Osnovali su ga 1968. godine mještani – navijači Hajduka i Dinama i u nazivu sadrži skraćenice imena ta dva kluba, a na prijedlog mještanina Ante Buljubašića.
Trenutačno se natječe u 2. ŽNL Osječko-baranjskoj, a član je Nogometnog središta Valpovo te Županijskog nogometnog saveza Osječko-baranjske županije. Klub je bio 2017. i 2018. u statusu mirovanja radi pomanjkanja igračkog kadra.
- Od ljeta 2019. klub je ponovno aktivan i nosi ponovno staro ime NK Hajdin Cret.

## Uspjesi kluba
1999./00.i 2001./02. prvak 2. ŽNL NS Valpovo – D. Miholjac, 2010./11. i 2019./20. prvak 3. ŽNL Liga NS Valpovo.

## Vanjska poveznice
- Službene stranice općine Bizovac
- Slobodna Dalmacija